# Agny (Fluss)
Der Agny ist ein kleiner Fluss in Frankreich, der im Département Isère in der Region Auvergne-Rhône-Alpes verläuft. Er entspringt im östlichen Gemeindegebiet von Eclose-Badinières, entwässert anfangs nach Westen, schwenkt dann auf Nordost, später auf Nord, und mündet nach rund 17 Kilometern im Gemeindegebiet von Nivolas-Vermelle als linker Nebenfluss in die Bourbre. In seinem Mündungsabschnitt quert der Agny die Bahnstrecke Lyon–Marseille und die Autobahn A 43.

## Orte am Fluss
(Reihenfolge in Fließrichtung)
- Badinières, Gemeinde Eclose-Badinières
- Eclose, Gemeinde Eclose-Badinières
- La Mollière, Gemeinde Tramolé
- Tramolé
- Les Éparres
- Vernecu, Gemeinde Succieu
- Nivolas-Vermelle